# Yasuyuki Moriyama
Yasuyuki Moriyama (jap. 森山 泰行 Moriyama Yasuyuki; ur. 1 maja 1969) – japoński piłkarz, reprezentant kraju.

## Kariera klubowa
Od 1992 do 2008 roku występował w klubach: Nagoya Grampus Eight, Bellmare Hiratsuka, HIT Gorica, Sanfrecce Hiroszima, Kawasaki Frontale, Consadole Sapporo i FC Gifu.

## Kariera reprezentacyjna
W reprezentacji Japonii zadebiutował w 1997.

## Statystyki
| Reprezentacja Japonii | Reprezentacja Japonii | Reprezentacja Japonii |
| Rok                   | Mecze                 | Gole                  |
| --------------------- | --------------------- | --------------------- |
| 1997                  | 1                     | 0                     |
| Razem                 | 1                     | 0                     |